# Ken Grossman
'Ken Grossman, född 11 november 1954, är en amerikansk miljardär och grundare av Sierra Nevada Brewing Company.

## Uppväxt
Grossman föddes i en ashkenazisk-judisk familj  i Los Angeles-förorten Winnetka, Kalifornien. Han studerade vid Butte College.

## Karriär
1978 grundade Grossman Sierra Nevada Brewing Company tillsammans med Paul Camusi, innan han 1998 köpte ut sin partner.

## Privatliv
Grossman är gift med Katie (född Gonser) och har tre barn. De bor i Chico, Kalifornien. 
Sonen Brian och dottern Sierra kommer att driva företaget när han går i pension.